# IBM MQ
IBM MQ는 1992년 3월 IBM이 착수한 네트워크 소프트웨어 제품의 한 계열이다. 원래 이름은 MQSeries였으며 2002년에 웹스피어 제품군과 병합하면서 웹스피어 MQ로 이름이 바뀌었다. 2014년 4월 IBM MQ로 이름이 최종 변경되었다.

## 메시지 지향 미들웨어
IBM MQ는 2000년에 윈도, 리눅스, OS/2, IBM 메인프레임 및 미드레인지, 유닉스를 포함하여 여러 플랫폼 간 메시지를 전달하는 가장 유명한 시스템이었다.
메시지 큐(MQ)에는 두 부분이 있다.
- 메시지: 참여하는 프로그램에 일정한 의미가 있는 바이너리 데이터나 문자 데이터(이를테면 ASCII 또는 EBCDIC)의 모임
- 큐: 응용 프로그램에 메시지를 저장하는 오브젝트

## API
IBM MQ 기능에 접근하는 방법은 다양하다.
IBM이 직접 지원하는 API 중 일부는 다음과 같다:
- IBM 메시지 큐 인터페이스 (MQI): C, COBOL, PL/I, 자바, Rexx,[2] RPG, C++용
- 자바 메시지 서비스 (JMS)
- C/C++, 닷넷용 XMS[3]
- .NET
- REST
- SOAP

공식적으로 지원되지는 않지만 타사에 의해 추가적으로 지원되는 API는 이를테면 다음과 같다:
- 펄 인터페이스 (Hildo Biersma가 개발): CPAN을 통해 이용 가능[4]
- 파이썬 인터페이스 PyMQI: PyPI를 통해 이용 가능[5]
- 윈도우 파워셸[6]

## 같이 보기
- AMQP
- 메시지 큐
- MQTT